# Egyházasharaszti, Baranya
Egyházasharaszti este un sat în districtul Siklós, județul Baranya, Ungaria, având o populație de 315 locuitori (2011). 

## Demografie
Componența etnică a satului Egyházasharaszti
     Maghiari (81,41%)
     Romi (16,58%)
     Croați (2,01%)
Componența confesională a satului Egyházasharaszti
     Reformați (11,75%)
     Fără religie (8,25%)
     Necunoscută (80%)
Conform recensământului din 2011, satul Egyházasharaszti avea 315 locuitori. Din punct de vedere etnic, majoritatea locuitorilor (81,41%) erau maghiari, existând și minorități de romi (16,58%) și croați (2,01%). Nu există o religie majoritară, locuitorii fiind reformați (11,75%) și persoane fără religie (8,25%). Pentru 80,0% din locuitori nu este cunoscută apartenența confesională.